# Caere

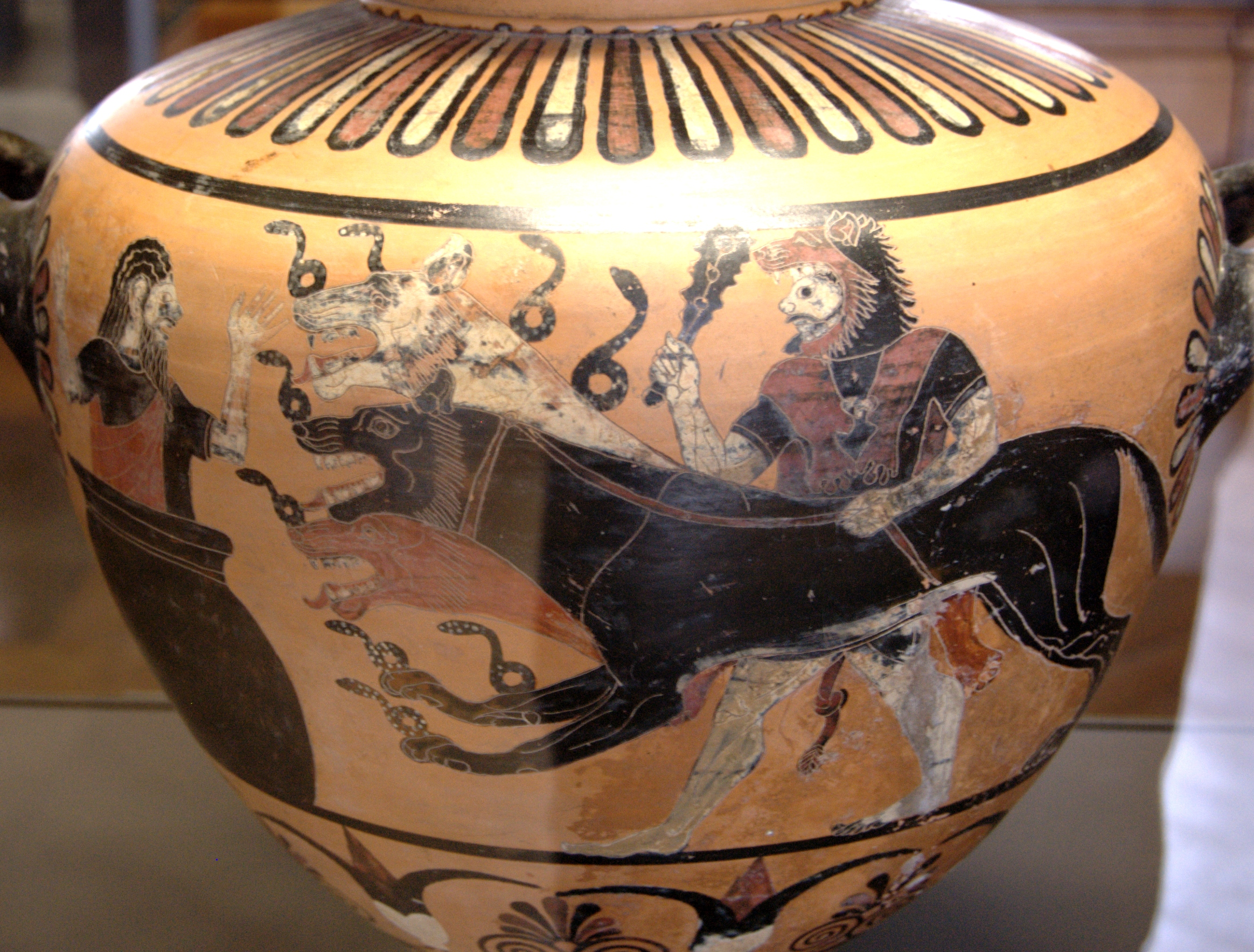
Un antico vaso etrusco proveniente da Caere (ca 525 a.C.) con raffigurati Eracle, Cerbero e Euristeo.

Caere (detta anche Caisra o Cisra in etrusco) era un'antichissima città dell'Etruria meridionale (nel Lazio moderno), la cui fondazione risalirebbe al XIV secolo a.C., sorgeva sul luogo dell'attuale Cerveteri a nord ovest rispetto Roma, a 4 miglia dalla costa del Mar Tirreno. Fu fondata dai Pelasgi (così i Greci dell'età classica indicavano le popolazioni preelleniche della Grecia) con il nome di Agylla. Fu chiamata Kyšryʼ dai Fenici e Caere vetus dai Romani.

## Storia
Plinio il Vecchio, che ne attesta il nome greco Agylla, la elenca tra le città etrusche della settima regione italica, venne fondata dai Pelasgi, e quindi conquistata dagli Etruschi, che la chiamarono Caere.
Lo stesso racconto, della presa di Agylla da parte dei Tirreni (Etruschi), che poi ne cambiarono il nome, ci arriva da Strabone, che racconta di un soldato etrusco che giunse sotto le mura della città: 
(Strabone, Geografia, V, 2,3.)
Lo stesso racconto, di una domanda non compresa posta da uno straniero all'abitante della città, che risponde con un saluto in greco, Χαιρε, la si trova in una fonte romana più tarda, con la sola variante che la domanda viene posta da un romano e non da un etrusco; questo racconto, aggiunge che Agylla prende il nome dal suo fondatore Agella.
Viene quindi citata nella vicenda che vide i Troiani di Enea contrapposti ai Rutuli condotti dal loro re Turno, che ricorse all'aiuto del re della ricca città di etrusca di Caere (Caere opulento), Mezenzio.
Nella seconda metà del VI secolo a.C. (tra il 541 e il 535 a.C.) Caere-Agylla combatté tra le forze etrusche alleate dei Cartaginesi contro i Focei nello scontro navale conosciuto come Battaglia del Mare Sardo. Sebbene lo scontro navale si concluse con la vittoria di Focea, di fatto Etruschi e Cartaginesi bloccarono l'espansione greca nel mar Tirreno occidentale.
I Focei superstiti dalle navi affondate furono spartiti tra Etruschi e Cartaginesi; i Ceretani, che tra gli Etruschi ne ebbero la parte maggiore, li trassero con loro a Caere dove, dopo averli tradotti al di fuori delle mura, li sottoposero ad una sacrilega lapidazione. L'empio atto avrebbe scatenato una misteriosa maledizione avrebbe colpito chiunque, uomo o animale, fosse passato presso i luoghi di sepoltura delle vittime.
Per il luogo dell'eccidio collettivo, colpito dalla maledizione, è stata proposta l'identificazione con il tumulo di Montetosto e con il relativo santuario extramurario arcaico, lungo la via che da Cerveteri conduce a Pyrgi.
La consapevolezza dell'empietà perpetrata, unita all'incapacità di porvi rimedio con proprie pratiche magiche e sacerdotali, indusse i Ceretani a ricorrere all'aiuto dell'oracolo di Delfi: adempiendo alla pronuncia della Pizia, istituirono in quell'occasione una manifestazione catartica, con ricchi sacrifici funebri accompagnati da un agone ginnico, iniziando una tradizione ancor viva ai tempi di Erodoto.
Durante il regno di Tarquinio Prisco i Romani condussero una lunga campagna militare, durata almeno sette anni, contro le città etrusche di Veio e Caere.
Anche il sesto re di Roma, l'etrusco Servio Tullio, dopo avere assoggettato i Sabini, rivolse le proprie attenzioni alle limitrofe città etrusche, muovendo guerra contro le città di Veio, Tarquinia e Caere.
Nel 510 a.C. Tarquinio il Superbo, bandito dalla città di Roma, andò in esilio con due dei suoi figli a Caere, mentre il terzo scelse di riparare a Gabii, dove fu assassinato dai suoi abitanti.
Caere compare come alleata di Roma nel 387 a.C., quando i Galli di Brenno saccheggiarono Roma. Prima la città diede rifugio alle vestali e a quanti erano fuggiti da Roma attaccata dai Galli, poi attaccò in Sabina gli stessi Galli sulla strada del ritorno, riuscendo a privarli del bottino depredato a Roma.
Caere fu la prima città a ricevere lo status di municipium sine suffragio, che dava ai propri cittadini alcuni diritti della cittadinanza romana, non però quello di voto, oltre l'obbligo di partecipare alle guerre condotte da Roma. Per questa circostanza, il registro dove venivano elencati questi municipi, era chiamato Tabulae Caeritum.
Nel 353 a.C., quando sembrò che Caere si fosse alleata con Tarquinia contro Roma, Tito Manlio fu nominato dittatore. Mentre Roma organizzava la campagna contro Caere, ambasciatori di questa città, giunsero a Roma, per implorare la pace, sostenendo che la causa dell'ira romana, era da ricercarsi in pochi cittadini, fattisi convincere dai Tarquiniesi. Roma rinnovò quindi la pace con Caere, e rivolse l'esercito contro i Falisci, senza però che si arrivasse ad uno scontro in campo aperto.
Durante la Seconda guerra punica in diverse città della penisola si registrarono fenomeni straordinari, tra cui un avvoltoio che entrò nel tempio di Giove a Caere.
Nel I secolo d.C., la città avrebbe perso completamente la sua potenza e la sua ricchezza.
Tra il 415 e il 417 d.C. il poeta gallo-romano Rutilio Namaziano, durante il suo viaggio di ritorno da Roma alla Gallia che descrive nel suo poema elegiaco De Reditu suo, descrive il territorio di Caere che, nell'incertezza dei tempi e nelle devastazioni compiute dai barbari, ha perfino perduto il suo antico nome: "Iam Caeretanos demonstrat navita fines; aevo deposuit nomen Agylla vetus."

## Necropoli della Banditaccia
Alla città afferiva la necropoli etrusca della Banditaccia, la necropoli antica più estesa di tutta l'area mediterranea.

## Pyrgi
Pyrgi è il nome greco di una città portuale abitata dagli Etruschi alle pendici dei Monti della Tolfa, nell'odierna frazione di Santa Severa, che fu il porto di Caere. Qui furono trovate le lamine di Pyrgi, nel santuario fatto costruire da Thefarie Velianas. Il porto e il santuario annesso vennero distrutti dalla flotta di Dionigi di Siracusa nel 384 a.C., che divenne poi colonia romana nel 264 a.C..

## Edifici
Le fonti storiche attestano la presenza di un tempio dedicato a Giove , corrispondente all'etrusco Tinia.

## Collegamenti
La via Cornelia era un'antica strada romana, che collegava Roma con Caere. Gli storici Livio e Valerio Massimo fanno riferimento a un collegamento tra le due città in occasione della presa di Roma da parte dei Galli, allorché le Vestali furono trasferite a Caere.